# Viciria arrogans
Viciria arrogans är en spindelart som beskrevs av George William Peckham och Elizabeth Maria Gifford Peckham 1907. Viciria arrogans ingår i släktet Viciria och familjen hoppspindlar. Inga underarter finns listade i Catalogue of Life.